# 今里駅 (Osaka Metro)

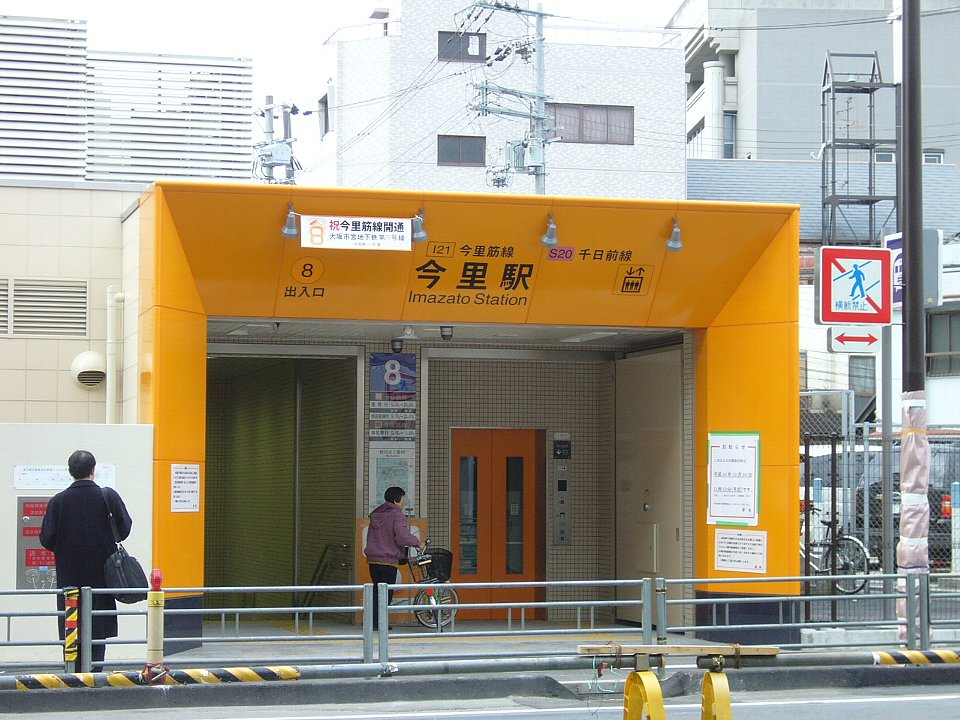
8号出入口（2006年12月、今里筋線開業当日）

今里駅（いまざとえき）は、大阪府大阪市東成区大今里三丁目にある、大阪市高速電気軌道（Osaka Metro）の駅。千日前線と今里筋線の2路線が乗り入れる。駅番号は千日前線がS20、今里筋線がI21。
交通の要衝である今里交差点に位置する。

## 歴史
- 1969年（昭和44年）
  - 7月25日：5号線（現在の千日前線）の谷町九丁目 - 当駅間開通時に終着駅として開業。
  - 9月10日：5号線が当駅から新深江まで延伸、途中駅となる。
- 2006年（平成18年）12月24日：今里筋線が開業し、同線の乗換駅かつ終着駅となる。
- 2014年（平成26年）7月19日：千日前線ホームで可動式ホーム柵の使用を開始[1]。
- 2018年（平成30年）4月1日：大阪市交通局の民営化により、大阪市高速電気軌道 (Osaka Metro) の駅となる。

## 駅構造
千日前線・今里筋線それぞれ島式ホーム1面2線を有する地下駅である。改札口は千日前線ホーム南巽寄りに1ヵ所、同鶴橋寄りに2ヵ所、今里筋線ホーム側に1ヵ所あり、合計4ヵ所。鶴橋寄り改札（東側の方の改札）付近から今里筋線ホームへの連絡通路が延びている。千日前線ホームと今里筋線ホームは少し離れている。
当駅は千日前線部分が日本橋管区駅に所属し、駅長が配置され新深江駅・小路駅を管轄している。今里筋線部分は清水管区駅に所属し、鴫野駅の被管理駅である。

### のりば
| 番線           | 路線           | 行先                         |
| 千日前線ホーム | 千日前線ホーム | 千日前線ホーム               |
| -------------- | -------------- | ---------------------------- |
| 1              | 千日前線       | 南巽方面                     |
| 2              | 千日前線       | なんば・阿波座・野田阪神方面 |
| 今里筋線ホーム |                |                              |
| 1・2           | 今里筋線       | 井高野方面                   |

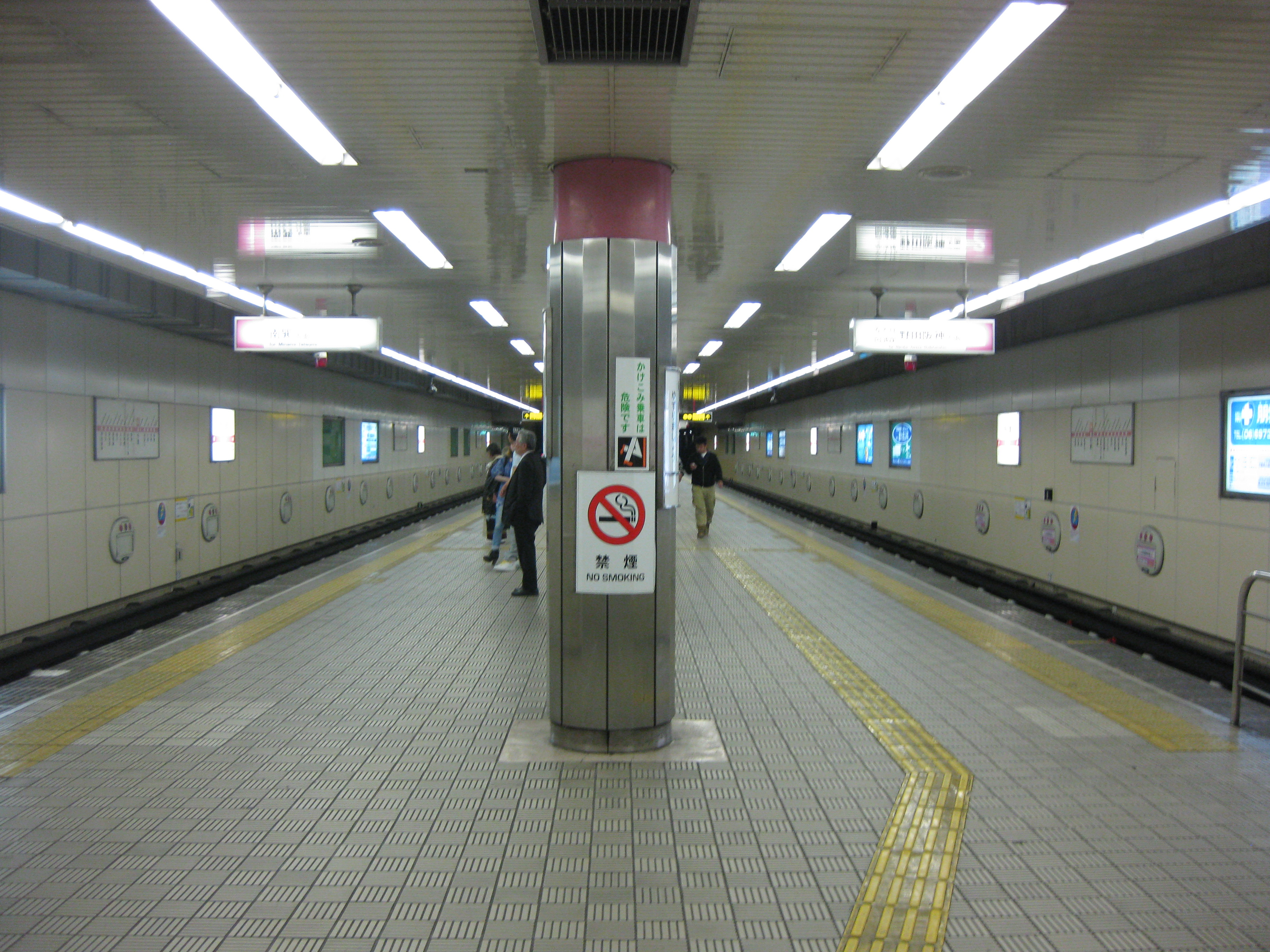
千日前線ホーム(ホームドア設置前)
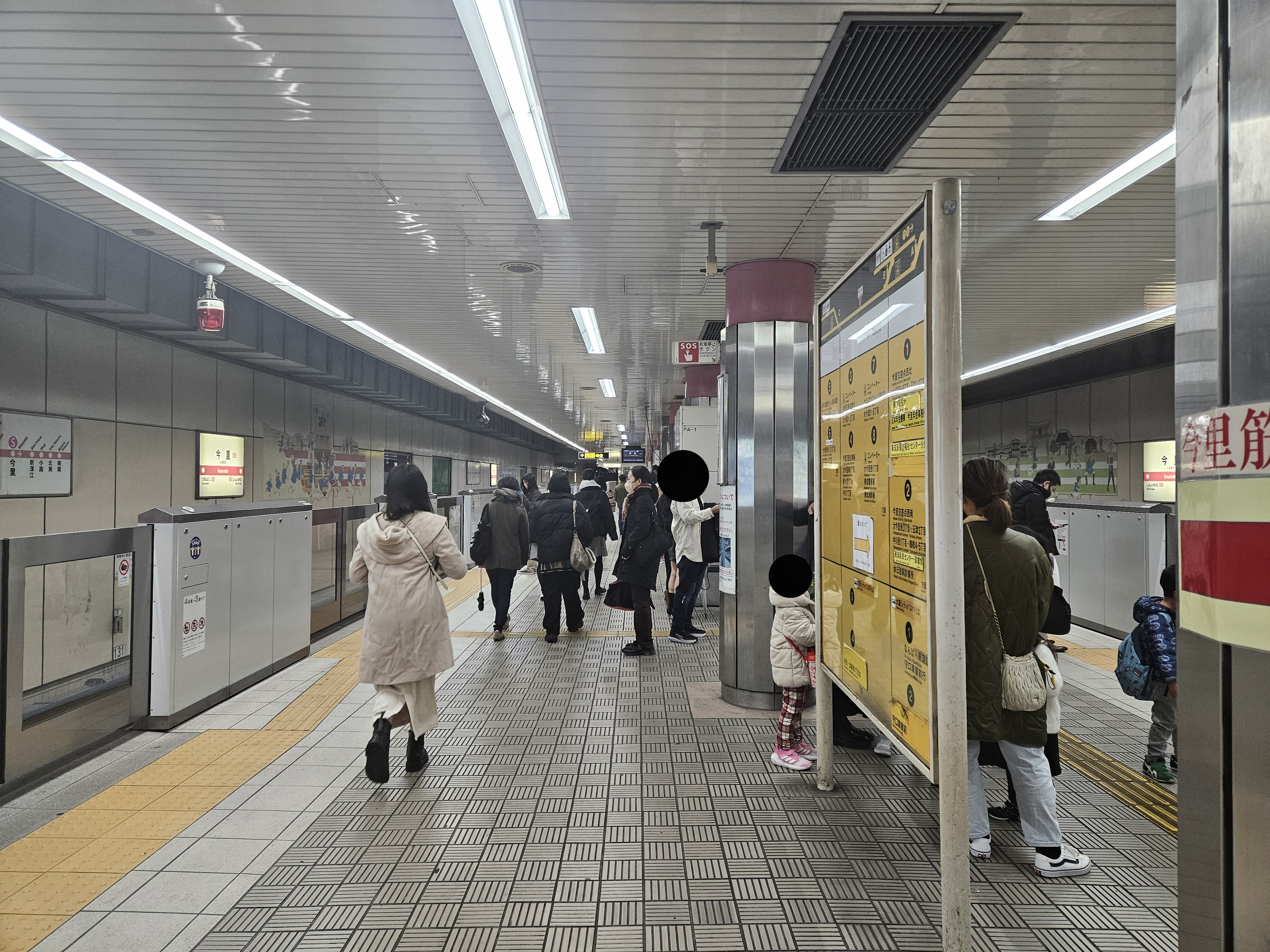
千日前線ホーム(ホームドア設置後)
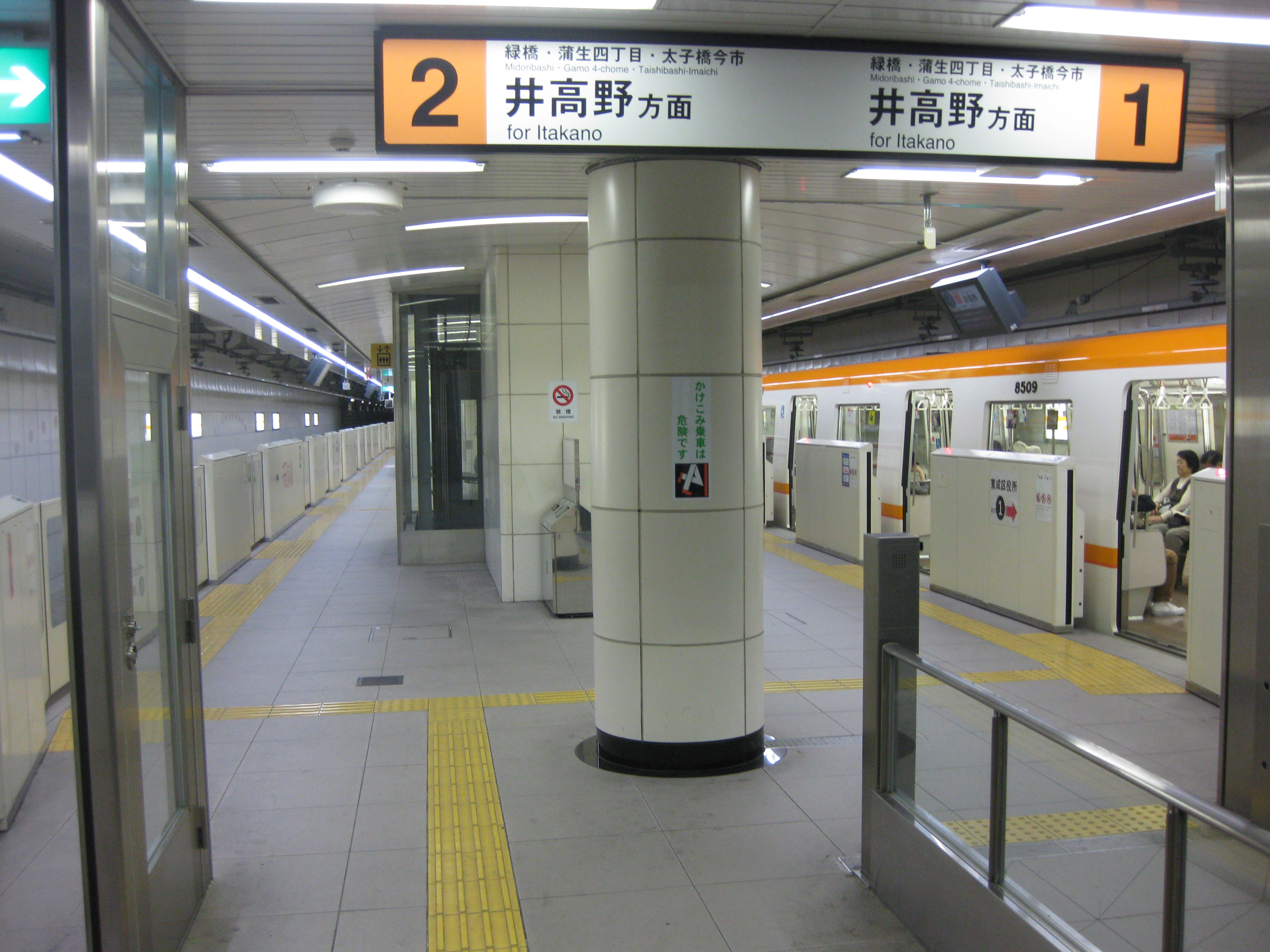
今里筋線ホーム(2012年5月)
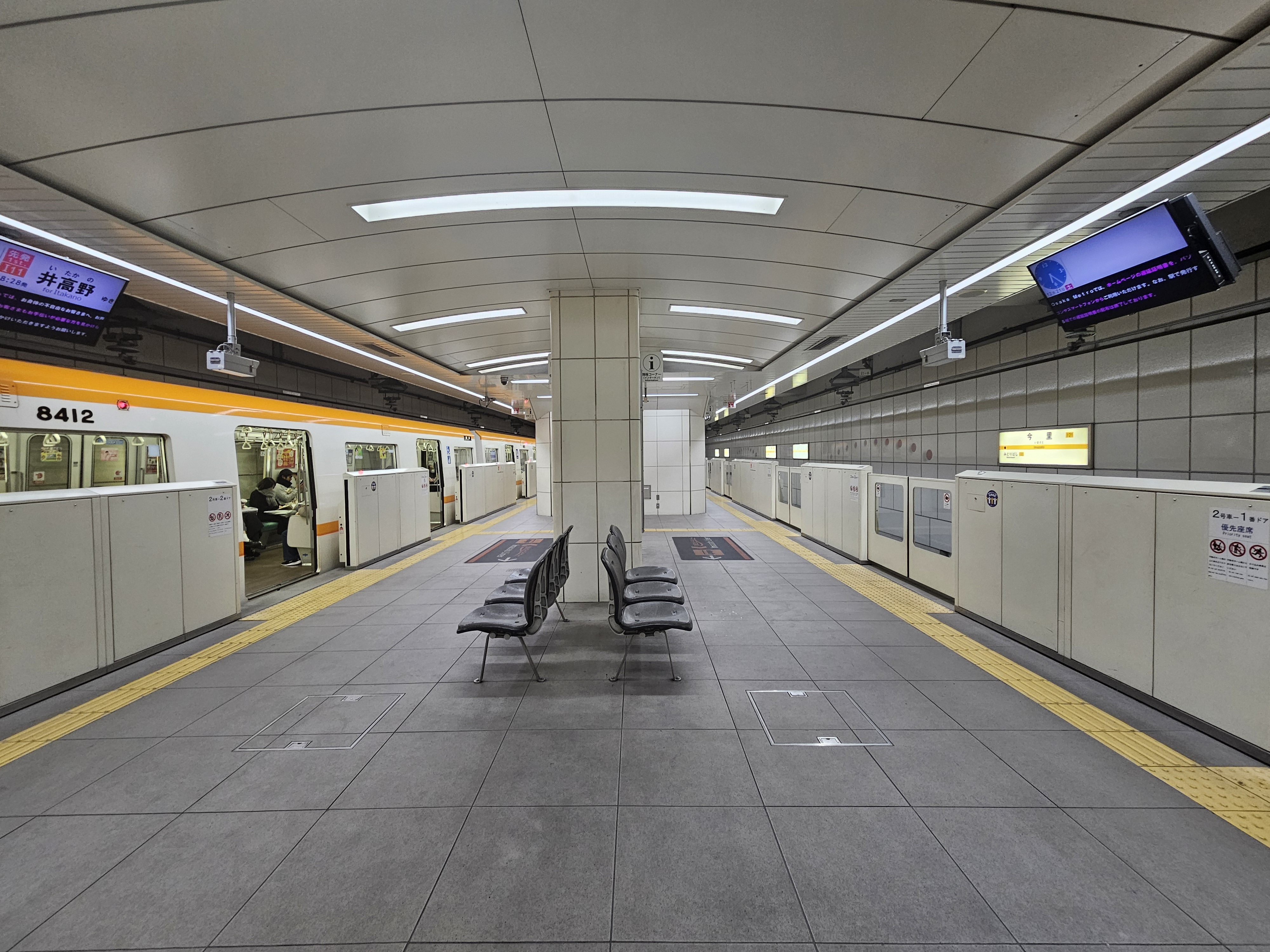
今里筋線ホーム(2024年12月)
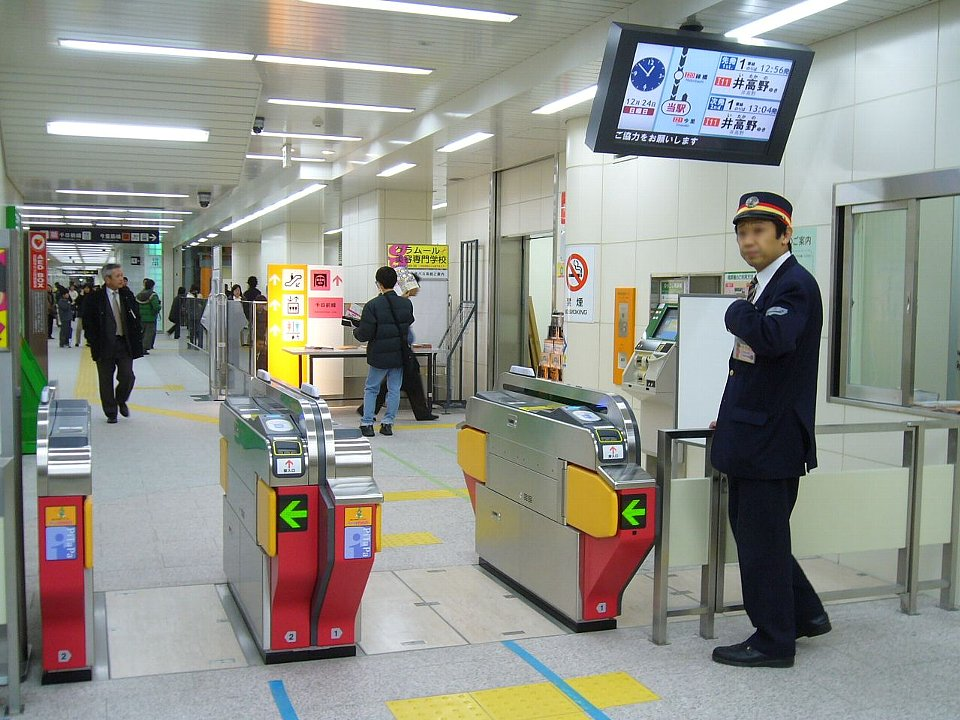
北改札（今里筋線）

### 出口
| 出口番号 | 出口周辺 | 接続改札 | 最寄りの路線 | 備考             |
| -------- | --- | -------- | ------------ | ---------------- |
| 1        | 東成区役所・東成区民ホール・今里社会保険事務所 東成消防署・東成警察署・東成区保健福祉センター分館 市立玉津会館 | 西改札   | 千日前線     |                  |
| 2        | 東成会館・東成図書館・休日急病診療所                                                                           | 西改札   | 千日前線     |                  |
| 3        | シティバスのりば                                                                                               | 中改札   | 千日前線     | エレベーターあり |
| 4        | シティバスのりば                                                                                               | 中改札   | 千日前線     |                  |
| 5        | みずほ銀行ビル連絡通路                                                                                         | 東改札   | 千日前線     |                  |
| 6        | | 東改札   | 千日前線     |                  |
| 7        | オーク・イマザトステーション連絡通路                                                                           | 北改札   | 今里筋線     | エレベーターあり |
| 8        | 東成警察署・東成区役所・東成消防署                                                                             | 北改札   | 今里筋線     | エレベーターあり |

### 特徴
千日前線においては引き上げ線が隣接しているため、早朝などには車庫送り出しを兼ねた当駅始発列車が少ないながらも設定されている（野田阪神行平日及び土休日7時台に各一本ずつ南巽行平日16時台一本のみ）。2013年（平成25年）3月21日のダイヤ改正で、下りの終電に限り当駅を終着とする定期列車が初めて設定されたが、2014年（平成26年）8月30日の改正後は当列車も南巽まで延長された。なお、千日前線の車両は森之宮検車場（中央線と共用）の所属となっている。
千日前線の乗務員基地である今里乗務所が存在するため、千日前線の一部の列車は当駅で乗務員が交代する。

### 今里車庫（廃止）
かつては、千日前線の車庫である森之宮検車場今里車庫が存在し、今里駅の鶴橋寄り（市営バスの東成営業所の地下）にあった。4両編成の車両を収容できる留置線が2線あったが、2011年に廃止され、現在は今里駅の留置線として1線が残っている。なお、これとは別に今里駅の新深江寄りにも1線に4両編成の車両を2編成収容できる引き上げ線がある。

## 利用状況
2024年11月12日の1日乗降人員は23,183人（乗車人員：11,734人、降車人員：11,449人）であり、千日前線の駅では14駅中8位、今里筋線の駅では11駅中2位。
各年度の特定日における利用状況は下表の通りである。なお1969・1995年度の記録についてはそれぞれ1970・1996年に行われた調査であるが、会計年度上表中に記載の年度となる。
| 年度               | 調査日   | 乗車人員 | 降車人員 | 乗降人員 | 出典          | 出典          |
| 年度               | 調査日   | 乗車人員 | 降車人員 | 乗降人員 | メトロ        | 大阪府        |
| ------------------ | -------- | -------- | -------- | -------- | ------------- | ------------- |
| 1969年（昭和44年） | 01月27日 | 4,825    | 4,405    | 9,230    |               | [ 大阪府 1 ]  |
| 1970年（昭和45年） | 11月06日 | 10,173   | 9,372    | 19,545   |               | [ 大阪府 2 ]  |
| 1972年（昭和47年） | 11月14日 | 11,834   | 11,802   | 23,636   |               | [ 大阪府 3 ]  |
| 1975年（昭和50年） | 11月07日 | 11,370   | 10,817   | 22,187   |               | [ 大阪府 4 ]  |
| 1977年（昭和52年） | 11月18日 | 11,384   | 11,151   | 22,535   |               | [ 大阪府 5 ]  |
| 1981年（昭和56年） | 11月10日 | 11,958   | 11,584   | 23,542   |               | [ 大阪府 6 ]  |
| 1985年（昭和60年） | 11月12日 | 10,526   | 10,236   | 20,762   |               | [ 大阪府 7 ]  |
| 1987年（昭和62年） | 11月10日 | 10,732   | 10,642   | 21,374   |               | [ 大阪府 8 ]  |
| 1990年（平成02年） | 11月06日 | 10,325   | 9,870    | 20,195   |               | [ 大阪府 9 ]  |
| 1995年（平成07年） | 02月15日 | 9,106    | 8,550    | 17,656   |               | [ 大阪府 10 ] |
| 1998年（平成10年） | 11月10日 | 9,333    | 8,839    | 18,172   |               | [ 大阪府 11 ] |
| 2007年（平成19年） | 11月13日 | 9,909    | 9,651    | 19,560   |               | [ 大阪府 12 ] |
| 2008年（平成20年） | 11月11日 | 9,970    | 9,660    | 19,630   |               | [ 大阪府 13 ] |
| 2009年（平成21年） | 11月10日 | 9,926    | 9,381    | 19,307   |               | [ 大阪府 14 ] |
| 2010年（平成22年） | 11月09日 | 10,003   | 9,610    | 19,613   |               | [ 大阪府 15 ] |
| 2011年（平成23年） | 11月08日 | 10,182   | 9,624    | 19,806   |               | [ 大阪府 16 ] |
| 2012年（平成24年） | 11月13日 | 10,607   | 10,072   | 20,679   |               | [ 大阪府 17 ] |
| 2013年（平成25年） | 11月19日 | 10,218   | 9,866    | 20,084   | [ メトロ 1 ]  | [ 大阪府 18 ] |
| 2014年（平成26年） | 11月11日 | 10,663   | 10,112   | 20,775   | [ メトロ 2 ]  | [ 大阪府 19 ] |
| 2015年（平成27年） | 11月17日 | 10,971   | 10,565   | 21,536   | [ メトロ 3 ]  | [ 大阪府 20 ] |
| 2016年（平成28年） | 11月08日 | 11,073   | 10,531   | 21,604   | [ メトロ 4 ]  | [ 大阪府 21 ] |
| 2017年（平成29年） | 11月14日 | 11,434   | 10,850   | 22,284   | [ メトロ 5 ]  | [ 大阪府 22 ] |
| 2018年（平成30年） | 11月13日 | 11,469   | 10,887   | 22,356   | [ メトロ 6 ]  | [ 大阪府 23 ] |
| 2019年（令和元年） | 11月12日 | 11,703   | 11,298   | 23,001   | [ メトロ 7 ]  | [ 大阪府 24 ] |
| 2020年（令和02年） | 11月10日 | 10,411   | 9,977    | 20,388   | [ メトロ 8 ]  | [ 大阪府 25 ] |
| 2021年（令和03年） | 11月16日 | 10,215   | 9,878    | 20,093   | [ メトロ 9 ]  | [ 大阪府 26 ] |
| 2022年（令和04年） | 11月15日 | 10,776   | 10,427   | 21,203   | [ メトロ 10 ] | [ 大阪府 27 ] |
| 2023年（令和05年） | 11月07日 | 11,242   | 10,825   | 22,067   | [ メトロ 11 ] | [ 大阪府 28 ] |
| 2024年（令和06年） | 11月12日 | 11,734   | 11,449   | 23,183   | [ メトロ 12 ] |               |

## 駅周辺
公共施設など
- 東成区役所
- 大阪市立東成図書館
- 東成警察署
- 東成大今里郵便局
- 関西電力 片江変電所
- 大阪市立大成小学校
- 大阪市立今里小学校

商業施設
- 今里新橋通商店街
- 東成しんみちロード
  - 今里新道商店街
  - 今里新道筋商店街
  - 今里一番街商店街
  - 神路銀座商店街
  - 神路しんみち商店街
  - しんみち大黒ロード
- ライフ 今里店
- 阪急オアシス 今里店
- 業務スーパー 今里店
- TSUTAYA 今里店

金融機関

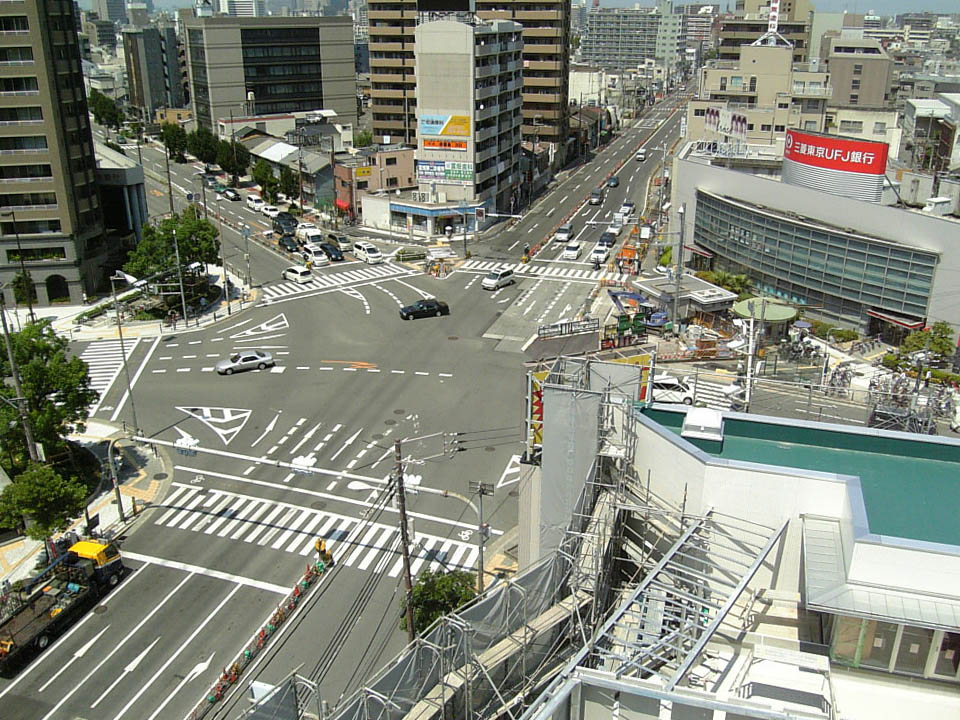
駅真上の今里交差点

- 三菱UFJ銀行 今里支店・今里北支店・生野支店
- みずほ銀行 今里支店
- 三井住友銀行 大今里西出張所
- 関西みらい銀行 今里支店
- 北陸銀行 今里支店
- 尼崎信用金庫 今里支店

名勝など
- 暗越奈良街道
- 八王子神社
- 大阪セルロイド会館
- 平戸公園
- 今里交差点 - 国道308号

近畿日本鉄道（近鉄）の今里駅は当駅から東南東に800メートル程離れている。
かつては、大阪市立東成図書館に併設するかたちで大阪市交通局の大阪市営バス東成営業所（旧大阪市電 今里車庫）があったが、2014年3月31日の営業を以て廃止された。

## バス路線
最寄り停留所は「地下鉄今里」となる。大阪シティバスの路線が発着し、このうちBRT（いまざとライナー）は大阪市高速電気軌道より受託運行。
のりばは多数あるものの発着する系統の数自体はシティバス主要停留所としては多くない。一方で大半の系統が複数ののりばに連続して停車する。以下の表では最初に停車するのりばの番号順に記載。
| のりば | 系統 | 行先                   | 担当         | 備考                                                         |
| ------ | ---- | ---------------------- | ------------ | ------------------------------------------------------------ |
| 2      | 19   | 加美東三丁目北         | 住吉         |                                                              |
| 3→1    | 35   | 杭全                   | 守口・井高野 | 一部は「35A」当停留所1番のりば始発。この便の一部は住吉が担当 |
| 5→4    | 35   | 守口車庫前             | 守口・井高野 |                                                              |
| 5→4    | BRT1 | 神路公園               | 守口         |                                                              |
| 5→4    | BRT2 | 地下鉄今里             | 守口         |                                                              |
| 6→7    | 85   | なんば                 | 住吉         |                                                              |
| 8→1    | 85   | 杭全                   | 住吉         | 35号系統と経由地が異なる                                     |
| 9→2    | BRT1 | 地下鉄長居・JR長居駅前 | 守口         |                                                              |
| 9→2    | BRT2 | あべの橋               | 守口         |                                                              |

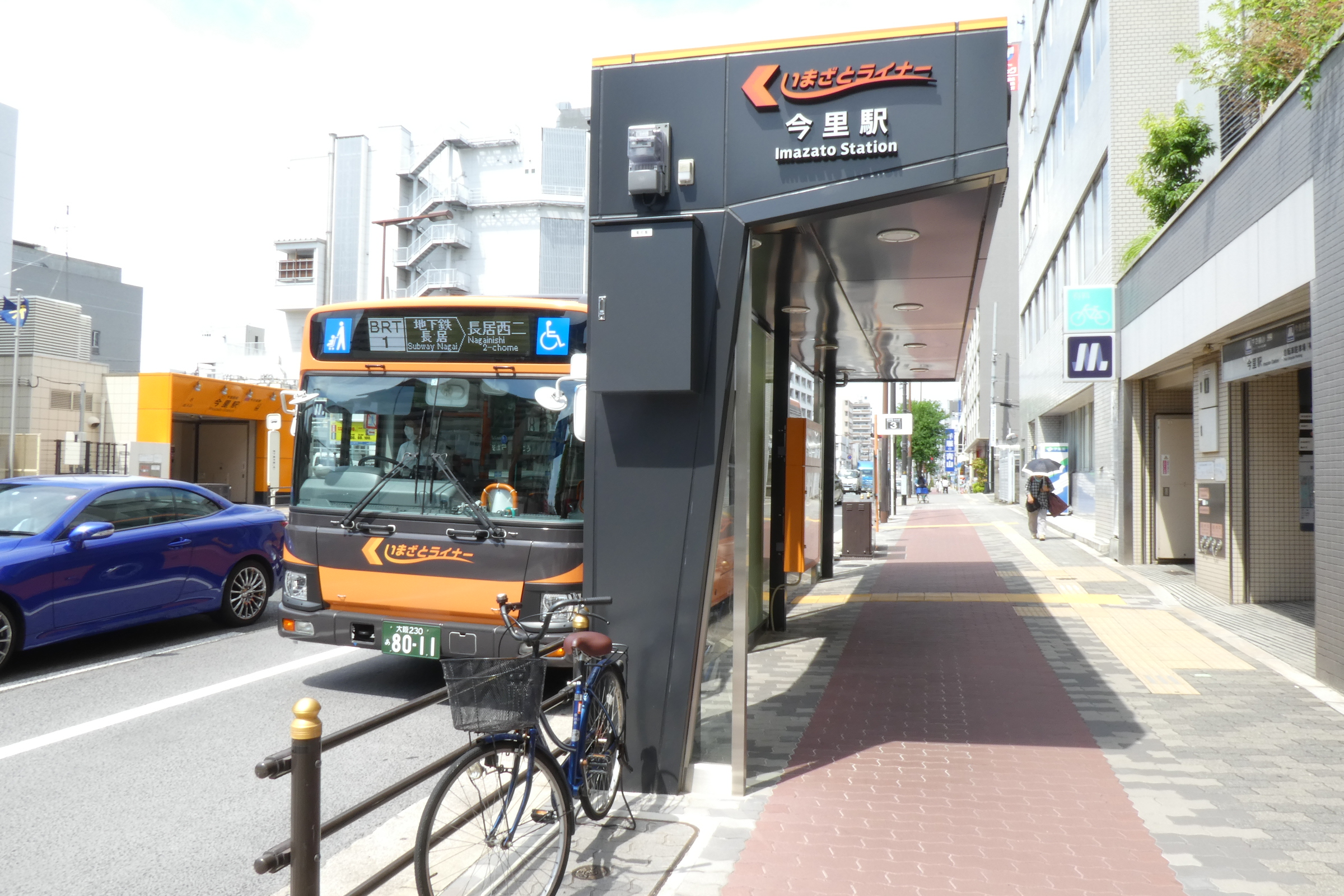
駅前に発着する、いまざとライナー（2019年8月）

## 隣の駅
大阪市高速電気軌道 (Osaka Metro)
 千日前線
鶴橋駅 (S19) - 今里駅 (S20) - 新深江駅 (S21)
 今里筋線
緑橋駅 (I20) - 今里駅 (I21)
- ( ) 内は駅番号を示す。

### 記事本文

### 利用状況
1. ↑  路線別駅別乗降人員 - 大阪市高速電気軌道
2. ↑  大阪府統計年鑑 - 大阪府
3. ↑  大阪市統計書 - 大阪市

#### 大阪市高速電気軌道
1. ↑  路線別乗降人員 （2013年11月19日（火）交通調査） (PDF)
2. ↑  路線別乗降人員 （2014年11月11日（火）交通調査） (PDF)
3. ↑  路線別乗降人員 （2015年11月17日（火）交通調査） (PDF)
4. ↑  路線別乗降人員 （2016年11月8日（火）交通調査） (PDF)
5. ↑  路線別乗降人員 （2017年11月14日（火）交通調査） (PDF)
6. ↑  路線別乗降人員 （2018年11月13日（火）交通調査） (PDF)
7. ↑  路線別乗降人員 （2019年11月12日（火）交通調査） (PDF)
8. ↑  路線別乗降人員 （2020年11月10日（火）交通調査） (PDF)
9. ↑  路線別乗降人員 （2021年11月16日（火）交通調査） (PDF)
10. ↑  路線別乗降人員 （2022年11月15日（火）交通調査） (PDF)
11. ↑  路線別乗降人員 （2023年11月7日（火）交通調査） (PDF)
12. ↑  路線別乗降人員 （2024年11月12日（火）交通調査） (PDF)

#### 大阪府統計年鑑
1. ↑  大阪府統計年鑑（昭和45年） (PDF)
2. ↑  大阪府統計年鑑（昭和46年） (PDF)
3. ↑  大阪府統計年鑑（昭和48年） (PDF)
4. ↑  大阪府統計年鑑（昭和51年） (PDF)
5. ↑  大阪府統計年鑑（昭和53年） (PDF)
6. ↑  大阪府統計年鑑（昭和57年） (PDF)
7. ↑  大阪府統計年鑑（昭和61年） (PDF)
8. ↑  大阪府統計年鑑（昭和63年） (PDF)
9. ↑  大阪府統計年鑑（平成3年） (PDF)
10. ↑  大阪府統計年鑑（平成8年） (PDF)
11. ↑  大阪府統計年鑑（平成11年） (PDF)
12. ↑  大阪府統計年鑑（平成20年） (PDF)
13. ↑  大阪府統計年鑑（平成21年） (PDF)
14. ↑  大阪府統計年鑑（平成22年） (PDF)
15. ↑  大阪府統計年鑑（平成23年） (PDF)
16. ↑  大阪府統計年鑑（平成24年） (PDF)
17. ↑  大阪府統計年鑑（平成25年） (PDF)
18. ↑  大阪府統計年鑑（平成26年） (PDF)
19. ↑  大阪府統計年鑑（平成27年） (PDF)
20. ↑  大阪府統計年鑑（平成28年） (PDF)
21. ↑  大阪府統計年鑑（平成29年） (PDF)
22. ↑  大阪府統計年鑑（平成30年） (PDF)
23. ↑  大阪府統計年鑑（令和元年） (PDF)
24. ↑  大阪府統計年鑑（令和2年） (PDF)
25. ↑  大阪府統計年鑑（令和3年） (PDF)
26. ↑  大阪府統計年鑑（令和4年） (PDF)
27. ↑  大阪府統計年鑑（令和5年） (PDF)
28. ↑  大阪府統計年鑑（令和6年） (PDF)